# Kreisgericht Görlitz (DDR)

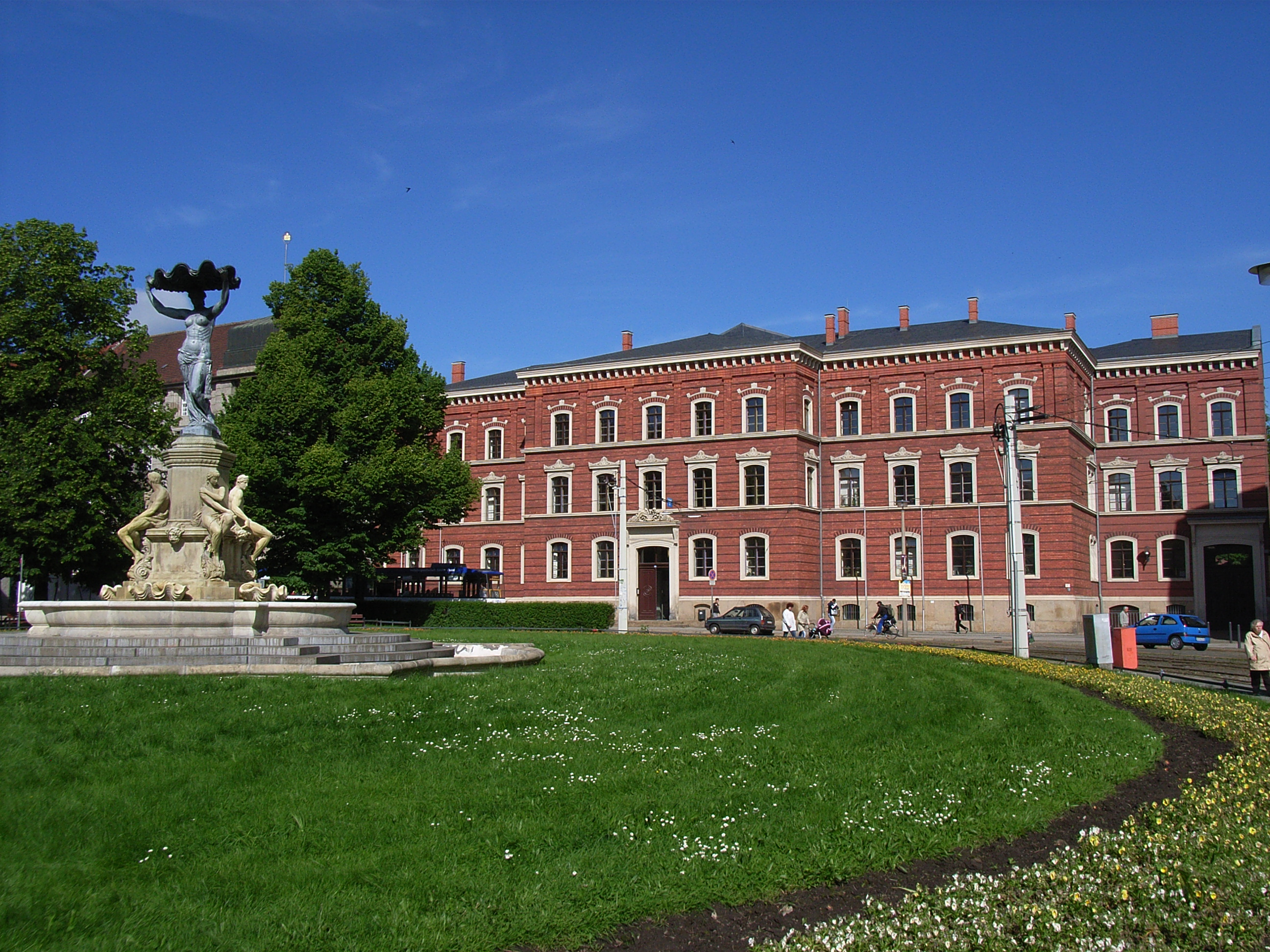
Gerichtsgebäude am Postplatz in Görlitz

Das Kreisgericht Görlitz war ein Kreisgericht in der DDR mit Sitz in der Stadt Görlitz im Bezirk Dresden.

## Geschichte
Durch das am 2. Oktober 1952 verabschiedete Gerichtsverfassungsgesetz der DDR wurden in der DDR auf Ebene der am 25. Juli 1952 gegründeten Kreise Kreis- und Stadtgerichte gegründet. Für den Kreis Görlitz war seit 1952 das Kreisgericht Görlitz zuständig. Der Stadtkreis Görlitz besaß bis zum 1. April 1979 ein eigenes Stadtgericht. Im Jahr 1979 wurden Stadt- und Kreisgericht zu einem gemeinsamen Kreisgericht zusammengeführt. Der Zuständigkeitsbereich erstreckte sich nun über Stadt und Kreis Görlitz. Das Kreisgericht bestand bis 31. Dezember 1992. Nachfolger des Kreisgerichtes ist das Amtsgericht Görlitz.
Das Bezirksgericht Dresden war den Kreisgerichten im Bezirk Dresden übergeordnet.